# 剛毅
剛毅（ごうき、gangyi、1837年 - 1900年）は、清末の官僚。字は子良。満州鑲藍旗人。タタラ氏（tatara hala、他他拉氏）。
刑部ビトヘシ出身。光緒11年（1885年）に山西巡撫となり、オルドス地方で屯田を実施した。光緒14年（1888年）に江蘇巡撫に異動、江蘇南部は洪水の被害を度々受けていたが、治水事業に尽力した。
光緒20年（1894年）、日清戦争が発生すると主戦論を唱えたため、西太后の評価を得て、軍機大臣兼礼部侍郎となった。光緒24年（1898年）、戊戌の変法に反対して光緒帝を廃位することを主張したため、またも西太后に評価され兵部尚書兼協弁大学士に昇進した。翌光緒25年（1899年）、南方各省に税務の監督に赴いたが、過酷な収奪を行い、世論を騒然とさせた。
光緒26年（1900年）、義和団の乱が発生し、義和団が北京に入ると、剛毅や端郡王載漪は極端な排外心理から、義和団の「仙術」を利用するよう主張した。剛毅は趙舒翹と共に良郷・涿州を視察し、「その術用いるべし」と報告した。こうして荘親王載勛と共に統率義和団大臣に任命され、義和団を率いて八カ国連合軍と戦った。しかし8月に北京が連合軍に占領されると、西太后の西安への逃走に随行、その途中に山西省で病死。
後に列強は剛毅を戦犯に指名し、清朝に厳罰を要求した。既に死亡しているため深く追及されなかったが、官職は全て剥奪された。